# Raión de Berislavski
Raión de Berislav (en ucraniano: Бериславський район) es un raión o distrito de Ucrania en el óblast de Jersón. La capital es la ciudad de Berislav.
Comprende una superficie de 4764 km².

## Demografía
Según estimación 2010, contaba con una población total de 50600 habitantes.

## Otros datos
El código KATOTTG es UA65020000000032929, el código KOATUU fue 6520600000. El código postal 74300 y el prefijo telefónico +380 5546.